# Línia T10 del metro d'Estocolm
Aquestes són les estacions de la línia T10 del metro d'Estocolm (Hjulsta-Kungsträdgården-Hjulsta), o Stockholms Tunnelbana, la xarxa de metro que serveix la capital de Suècia, Estocolm, i la seva zona metropolitana. És gestionada per Storstockholms Lokaltrafik en combinació amb Veolia Transportation.

## Estacions
| Estació             | Municipi/Districte | Coordenades |
| ------------------- | ------------------ | ----------- |
| Hjulsta             | Tensta             |             |
| Tensta              | Tensta             |             |
| Rinkeby             | Rinkeby            |             |
| Rissne              | Sundbyberg         |             |
| Duvbo               | Sundbyberg         |             |
| Sundbybergs Centrum | Sundbyberg         |             |
| Vreten              | Solna              |             |
| Huvudsta            | Solna              |             |
| Västra skogen       | Solna              |             |
| Stadshagen          | Stadshagen         |             |
| Fridhemsplan        | Kungsholmen        |             |
| Rådhuset            | Kungsholmen        |             |
| T-Centralen         | Norrmalm           |             |
| Kungsträdgården     | Norrmalm           |             |